# Chelostoma josefi
Chelostoma josefi là một loài Hymenoptera trong họ Megachilidae. Loài này được Schwarz & Gusenleitner mô tả khoa học năm 2000.